# Tosia australis
Tosia australis is een zeester uit de familie Goniasteridae.
De wetenschappelijke naam van de soort werd in 1840 gepubliceerd door John Edward Gray. De soort heeft vijf zeer korte armen en een lichaam dat aan de bovenzijde is bezet met harde plaatjes. Hij wordt tot 10 cm breed en komt voor in de wateren voor de zuidelijke Australische kust.